# Johannesburg
Johannesburg, auch iGoli/eGoli (isiZulu für ‚Ort des Goldes‘) oder iRhawutini (isiXhosa), umgangssprachlich oft Joburg oder Jozi, ist die Hauptstadt der Provinz Gauteng in Südafrika.
Johannesburg ist das größte urbane Zentrum im Großraum City of Johannesburg Metropolitan Municipality (etwa 4,804 Millionen Einwohnern, Zensus 2022 von Stats SA) eine der größten Metropolregionen im südlichen Afrika. Administrative Hauptstadt Südafrikas ist allerdings das rund 50 Kilometer nördlich gelegene Pretoria, wo sich der Regierungssitz befindet.

## Aussprache
Afrikaans: Johannesburg [juˈɦɑnəsbœrx, juɦɑnəsˈbœrx]
südafrikanisches Englisch: Johannesburg [ʤəˈhænəsbøːg]
Setswana und Pedi: Kgauteng [kxauˈteːŋ̩]
isiZulu: iGoli [iˈgoːli]
IsiXhosa: iRhawutini [ixawuˈtˀiːni]
Süd-Ndebele: iRhawuteni [ixawuˈtˀeːni]
Sesotho: Gauteng [xʰauˈteːŋ̩]

## Geographie

### Lage
Johannesburg liegt im östlichen Teil des großen südafrikanischen Zentralplateaus, oft Highveld genannt. Die Grenzen des Großraums Johannesburg erstrecken sich von Orange Farm im Süden bis Midrand im Norden.
Zwei weitere Großräume liegen in direkter Nachbarschaft: Tshwane im Norden (2011 rund 3 Millionen Einwohner) und Ekurhuleni im Osten (2011 rund 3,2 Millionen). Johannesburg hat die geringste Fläche von diesen dreien (1.645 km² City plus 3.357 km² Metropolregion), aber die meisten Einwohner (Stand 2019: 5.635.127 Einwohner-Stadt, rund 8 Millionen Metropolregion).
Johannesburg liegt durchschnittlich 1753 Meter über dem Meeresspiegel.
Johannesburg ist eine der zehn größten Städte Afrikas und eine der größten Städte der Welt, die weder am Meer noch an einem bedeutenden Fluss noch an einem anderen bedeutenden Gewässer liegen.

### Klima
Johannesburg hat ein subtropisches Höhenklima (Klimaklassifikation nach Köppen und Geiger: Cwb).
Das Klima in Johannesburg ist sonnig und meist trocken, in den Sommermonaten von Oktober bis April ist jedoch oft mit Gewittern und Regenschauern am späten Nachmittag zu rechnen.
Die Temperaturen in Johannesburg sind gewöhnlich äußerst mild, mit einer Durchschnittstemperatur an Sommertagen um 26 °C. Im Winter liegen die Tagestemperaturen im Durchschnitt bei 10 bis 12 °C, in der Nacht können sie deutlich unter den Gefrierpunkt fallen. Die Jahresniederschläge liegen im Schnitt bei 600 bis 800 Millimetern, sie fallen hauptsächlich im Sommer.
|                       | Jan  | Feb  | Mär  | Apr  | Mai  | Jun  | Jul  | Aug  | Sep  | Okt  | Nov  | Dez  |   |      |
| Mittl. Tagesmax. (°C) | 25,6 | 25,1 | 24,0 | 21,1 | 18,9 | 16,0 | 16,7 | 19,4 | 22,8 | 23,8 | 24,2 | 25,2 | ⌀ | 21,9 |
| Mittl. Tagesmin. (°C) | 14,7 | 14,1 | 13,1 | 10,3 | 7,2  | 4,1  | 4,1  | 6,2  | 9,3  | 11,2 | 12,7 | 13,9 | ⌀ | 10,1 |
|                       |      |      |      |      |      |      |      |      |      |      |      |      |   |      |
| Niederschlag (mm)     | 125  | 90   | 91   | 54   | 13   | 9    | 4    | 6    | 27   | 72   | 117  | 105  | Σ | 713  |
|                       |      |      |      |      |      |      |      |      |      |      |      |      |   |      |
| Sonnenstunden (h/d)   | 10,9 | 10,5 | 9,4  | 7,8  | 6,6  | 5,8  | 6,2  | 6,8  | 7,5  | 9,0  | 10,3 | 10,8 | ⌀ | 8,5  |
|                       |      |      |      |      |      |      |      |      |      |      |      |      |   |      |
| Regentage (d)         | 15,9 | 11,2 | 11,9 | 8,6  | 2,9  | 2,0  | 1,0  | 2,1  | 3,7  | 9,8  | 15,2 | 14,2 | Σ | 98,5 |
|                       |      |      |      |      |      |      |      |      |      |      |      |      |   |      |
| Luftfeuchtigkeit (%)  | 69   | 70   | 68   | 65   | 56   | 53   | 49   | 46   | 47   | 56   | 65   | 66   | ⌀ | 59,1 |

| 14,7 |

| 14,1 |

| 13,1 |

| 10,3 |

| 7,2 |

| 4,1 |

| 4,1 |

| 6,2 |

| 9,3 |

| 11,2 |

| 12,7 |

| 13,9 |

| 14,7 |

| 14,1 |

| 13,1 |

| 10,3 |

| 7,2 |

| 4,1 |

| 4,1 |

| 6,2 |

| 9,3 |

| 11,2 |

| 12,7 |

| 13,9 |

## Geschichte

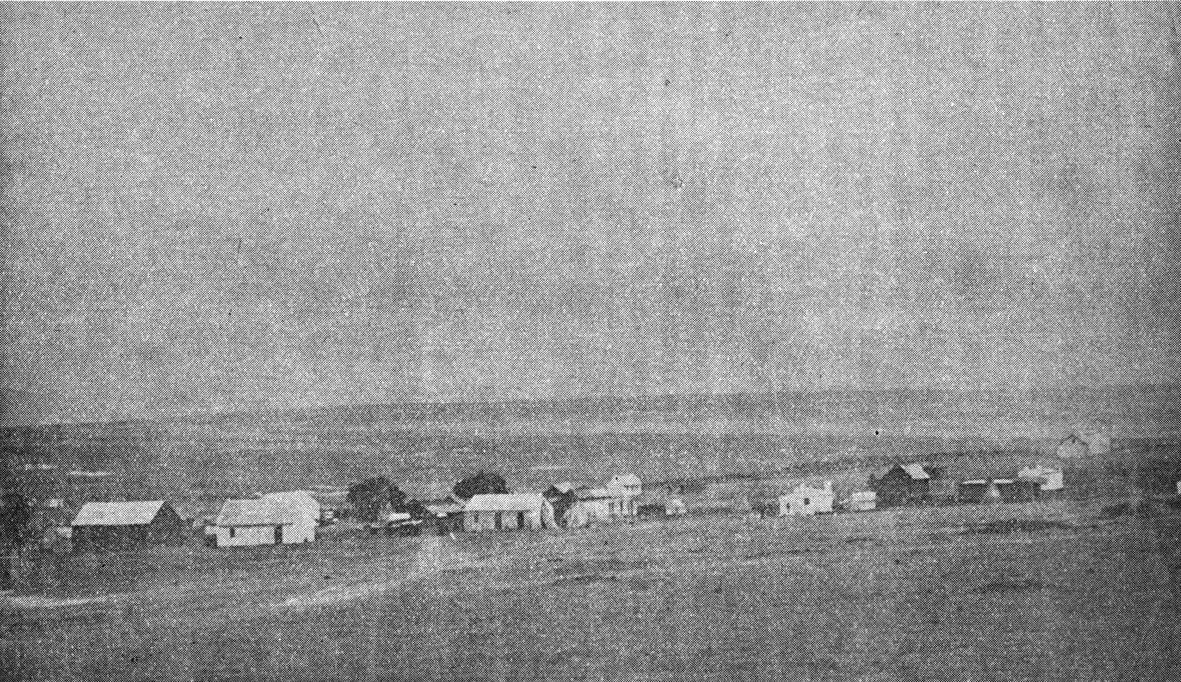
Ort des ersten Goldfundes in Johannesburg

Goldminen bei Johannesburg
Juli 1911, Ballonaufnahme von Eduard Spelterini

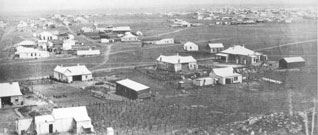
Johannesburg 1896

Johannesburg Juli 1911, Ballon-
aufnahme von Eduard Spelterini

Die Region rund um Johannesburg war schon vor Millionen von Jahren von Primaten bewohnt. Ein 3,3 Millionen Jahre alter Hominide der Gattung Australopithecus africanus, der in den Sterkfontein-Höhlen nordwestlich von Johannesburg im Jahr 1998 ausgegraben wurde, gilt als das diesbezüglich älteste bisher gefundene, vollständige Skelett. Ob dieser Fund als ein Vorfahre der heutigen menschlichen Art interpretiert werden kann, ist umstritten und bisher nicht sicher nachgewiesen.
Später, vor etwa 10.000 bis 25.000 Jahren, wurde das südliche Afrika von den San, einem Nomadenvolk besiedelt. Die San lebten in der Region um Johannesburg bis etwa in das 11. Jahrhundert n. Chr., als sie von den Bantu immer weiter in unwirtliche Gegenden verdrängt wurden.
Nachdem um 1880 zuerst in den östlichen Gebieten des damaligen Transvaal um Barberton und Pilgrim’s Rest Gold gefunden worden war, entdeckten Goldgräber 1886 weitere Vorkommen am Witwatersrand, die sich schließlich als ein Teil der größten Goldlagerstätte der Welt erweisen sollten.
Die Stadt wurde als kleine Goldgräber-Siedlung und Zeltstadt gegründet; als Gründungsdatum gilt der 4. Oktober 1886. Mit der Entdeckung des Goldes in zu Tage tretenden Konglomeratlagen (Reef genannt) wanderten Tausende Arbeiter und Glücksritter aus dem Vereinigten Königreich, der Kapkolonie und anderen Ländern in die burischen Gebiete ein und ließen sich in Johannesburg nieder. Innerhalb von zehn Jahren wuchs die Stadt auf über 100.000 Einwohner heran. Der ökonomische Wert dieses Landstriches stieg rasant, was zu Spannungen zwischen den Buren, die während des 19. Jahrhunderts die Herrschaft über die Region hatten, und den Briten führte, die ihren Höhepunkt im Zweiten Burenkrieg zwischen 1899 und 1902 fanden. Die Buren verloren den Krieg und auch die Kontrolle über die Südafrikanische Republik an die Briten.
Durch Papst Leo XIII. wurde 1886 auch die römisch-katholische Apostolische Präfektur Transvaal gegründet, aus der 1951 das Bistum Johannesburg hervorging, das 2007 zum Erzbistum Johannesburg erhoben wurde. Hauptkirche des Erzbistums ist die Christkönigs-Kathedrale.
Als die Briten 1910 die Südafrikanische Union ausriefen, ebnete dies den Weg für den organisierten Bergbau. Allerdings installierte die südafrikanische Regierung in dieser Zeit ein strenges Rassensystem. Die Zuwanderung von Schwarzen und Indern wurde streng reglementiert. Die schwarze und farbige Bevölkerung wurde gezwungen, in nach Rassen getrennte Gebiete, die zuvor von der weißen Regierung oft willkürlich festgelegt wurden, umzuziehen. Dadurch entstanden riesige Barackensiedlungen, die sogenannten Townships, rund um Johannesburg, von denen das Konglomerat Soweto (kurz für: South Western Townships) das bekannteste ist. Hier lebte auch Nelson Mandela viele Jahre; sein Haus in Orlando ist heutzutage eine Touristenattraktion. Zudem wurde der nichtweißen Bevölkerung verboten, qualifizierte Arbeiten anzunehmen, und zahlreiche Schwarze, etwa aus Basutoland, mussten als Wanderarbeiter in Johannesburgs Goldminen arbeiten.
Trotz dieser radikalen Trennungspolitik war beispielsweise der Stadtteil Sophiatown zu Beginn des 20. Jahrhunderts ein lebendiges Viertel der Stadt, in dem Menschen unterschiedlicher Hautfarben mehr oder weniger friedlich nebeneinander lebten. Ab 1955 wurde das alte Sophiatown Opfer der Apartheid-Politik der burisch dominierten Nationalpartei, die damals die Regierung Südafrikas stellte. Das gesamte Gebiet wurde zu einem „whites-only area“ (Gebiet nur für Weiße) erklärt, alle Andersfarbigen zum Umzug gezwungen und fast alle Häuser abgerissen. Das Stadtviertel bekam fortan den ironischen afrikaansen Namen Triomf (zu deutsch ‚Triumph‘).
1976 brachen große und blutige Unruhen in Johannesburg und vor allem in Soweto aus. Der Schüler- und Studentenrat von Soweto organisierte Demonstrationen gegen die geplante Einführung von Afrikaans, das damals als die Sprache der Unterdrücker angesehen wurde, als mit Englisch gleichberechtigte Unterrichtssprache in schwarzen Schulen. Am 16. Juni 1976 schoss die Polizei auf eine Schülerdemonstration. In den folgenden 12 Monaten starben mehr als 550 Menschen (zumeist Jugendliche) bei Demonstrationen gegen das Apartheid-Regime. Das bekannteste Opfer dieser Unruhen war der zwölfjährige Hector Pieterson.
Seitdem die Apartheid Anfang der 1990er Jahre abgeschafft wurde, gelten die diskriminierenden Rassengesetze auch in Johannesburg nicht mehr. Die von Schwarzen bewohnten Townships, aber auch weitere Vororte wie Sandton wurden 1995 in die Stadt integriert, die seither als City of Johannesburg Metropolitan Municipality firmiert. Viele Stadtteile werden heute von Menschen verschiedener Hautfarben bewohnt.
Die größten Probleme des Großraums Johannesburg sind heute die Kriminalität und die marode Infrastruktur. Als Folge wird die Innenstadt von leeren Hotels und Bürogebäuden dominiert, da viele weiße Bewohner und Firmen das Stadtzentrum aus Sicherheitsgründen verlassen haben und in die nördlichen Vororte abgewandert sind. Im 21. Jahrhundert gleicht die Innenstadt Johannesburgs vielfach einem Slum. Die von Unternehmen verlassenen Hochhäuser sind teilweise von Obdachlosen besetzt. Nachts liegen weite Teile der Stadt im Dunkeln, weil die Straßenbeleuchtung infolge von Materialdiebstahl ausgeschlachtet wurde. Auch der Schienennahverkehr ist wegen des Diebstahls von Hochspannungsleitungen oft nicht in Betrieb.
Heute ist das zwischen Johannesburg und Pretoria liegende Midrand das Hauptzentrum für viele internationale Firmen. Das Zentrum der südafrikanischen Finanzbranche befindet sich in Sandton nördlich des Stadtzentrums.
Obwohl die Minen der Stadt schon seit langem nicht mehr genutzt werden, da die Goldquellen erschöpft sind und neues Gold an anderen Orten gefunden wurde, wird es in isiZulu immer noch eGoli genannt, was ‚Ort des Goldes‘ bedeutet.

### Bevölkerung

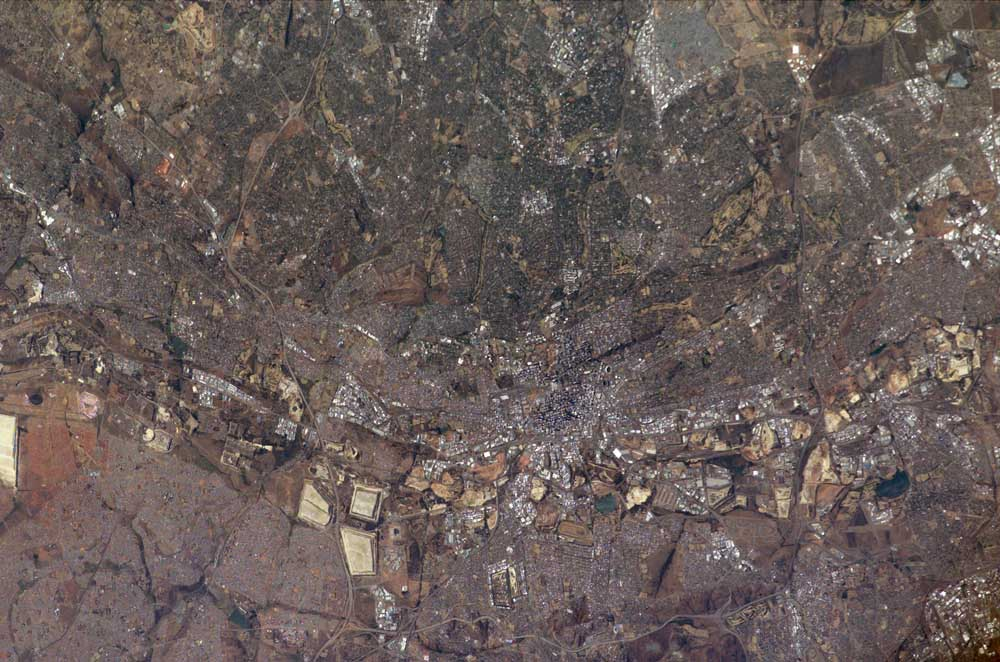
Johannesburg von der ISS

Die Einwohnerzahl Johannesburgs betrug bei der Volkszählung im Oktober 2011 957.441, die in 300.199 Haushalten lebten. Das durchschnittliche Haushaltseinkommen betrug im Jahr 2003 etwa 99.320 Rand (rund 9.000 Euro) pro Jahr. Die Arbeitslosenquote betrug rund 37,3 %. 91 % der Arbeitslosen gehören der schwarzen Bevölkerungsgruppe an.
In den Jahren von 1998 bis 2003 stieg die Einwohnerzahl Johannesburgs um 22,2 %. Die größte Bevölkerungsgruppe stellen die bantu-stämmigen Afrikaner mit etwa 76,4 % Anteil an der Gesamtbevölkerung, gefolgt von den Weißen mit 12,3 %, Coloureds (5,6 %) und Indern (4,9 %).
Erstsprache war in der gesamten Metropolgemeinde City of Johannesburg zu 23,1 % isiZulu, zu 19,8 % Englisch, zu 9,5 % Sesotho, zu 7,6 % Setswana, zu jeweils 7,2 % Afrikaans und Sepedi, zu 6,7 % isiXhosa, zu 6,5 % Xitsonga, zu 3,2 % Tshivenda, zu 2,9 % isiNdebele, zu 0,8 % Siswati und zu 3,8 % sonstige Sprachen.
42 % der Einwohner sind jünger als 24 Jahre, nur 6 % sind älter als 60 Jahre.
86 % aller Haushalte verfügen über fließendes Wasser, 80 % haben Zugang zum öffentlichen Stromnetz. Etwa 22 % der Johannesburger leben in Behelfsunterkünften oder Baracken.
19 % aller Erwerbstätigen arbeiten im Dienstleistungssektor, 18 % in der Finanzbranche, 17 % im öffentlichen und sozialen Dienst, und 12 % sind im produzierenden Sektor tätig. Nur noch 0,7 % aller Arbeiter sind im ursprünglich dominierenden Bergbau beschäftigt.
29 % der Erwachsenen haben einen Abschluss, der zum Studium berechtigt, etwa 14 % einen Universitätsabschluss. Die Analphabeten-Quote in der Stadt beträgt 7 %.
53 % der Bevölkerung gehört einer der großen christlichen Kirchen an, 24 % sind konfessionslos. 14 % sind Mitglieder afrikanischer unabhängiger Kirchen, 3 % Muslime, 1 % Juden und 1 % Hindus.
Für das Jahr 2035 wird eine Einwohnerzahl von 7,5 Millionen prognostiziert.

### Der Name Johannesburg
Die Herkunft des Namens Johannesburg kann nicht mit letzter Sicherheit geklärt werden. Unbestritten ist einzig die Tatsache, dass die Stadt nach einem Mann namens Johannes, ein häufiger und sehr gebräuchlicher niederländischer Name, benannt ist. Die meisten Experten gingen im Laufe der Stadtentwicklung jedoch davon aus, dass die Stadt ihren Namen von den beiden damaligen Staatsbeamten Johann Rissik und Christiaan Johannes Joubert erhielt. Diese Männer wurden kurz nach dem Goldfund 1886 zum Witwatersrand geschickt, um nach einem geeigneten Platz für eine Siedlung zu suchen, und entschieden dann, die Stadt nach ihrem gemeinsamen Vornamen Johannesburg zu nennen.

## Politik
Im Januar 2023 wurde  Thapelo Amad ad interim Bürgermeister der Metropolgemeinde. Der aus Soweto stammende Imam gehört der Minderheitenpartei Al Jama-ah an und war der erste Muslim in diesem Amt. Im April trat Amad von seinem Amt zurück, um ein Misstrauensvotum gegen ihn abzuwenden. Sein Nachfolger wurde Kabelo Gwamanda, der ebenfalls der Al Jama-ah angehört. Die Nominierung von Bürgermeistern aus einer kleinen Splitterpartei ist das Ergebnis von strategischen Überlegungen der im Stadtrat dominierenden Koalition aus African National Congress und Economic Freedom Fighters, um zu verhindern, dass dieses Amt der größten Oppositionspartei Democratic Alliance zufällt.

### Verwaltungsbezirke
Johannesburg war bis 2006 in folgende elf Verwaltungsbezirke aufgegliedert:
- Bezirk 1: Diepsloot, Kya Sand
- Bezirk 2: Midrand, Ivory Park
- Bezirk 3: Bryanston, Douglasdale, Fourways, Randburg, Sandton, Strijdom Park, Sunninghill, Woodmead
- Bezirk 4: Northcliff, Rosebank, Parktown
- Bezirk 5: Roodepoort, Constantia Kloof, Northgate
- Bezirk 6: Doornkop, Soweto (teilweise), Dobsonville, Protea Glen
- Bezirk 7: Alexandra, Wynberg, Bruma
- Bezirk 8: Innenstadt
- Bezirk 9: Johannesburg Süd, City Deep, Aeroton, South Gate
- Bezirk 10: Meadowlands, Diepkloof
- Bezirk 11: Orange Farm, Ennerdale, Lenasia

2006 wurden diese verwaltungstechnisch in sieben Regionen zusammengefasst:
- Region A: Bezirke 1 und 2
- Region B: Bezirke 3 und 4
- Region C: Bezirk 5
- Region D: Bezirke 6 und 10
- Region E: Bezirk 7
- Region F: Bezirk 8 und 9
- Region G: Bezirk 11

### Stadtteile

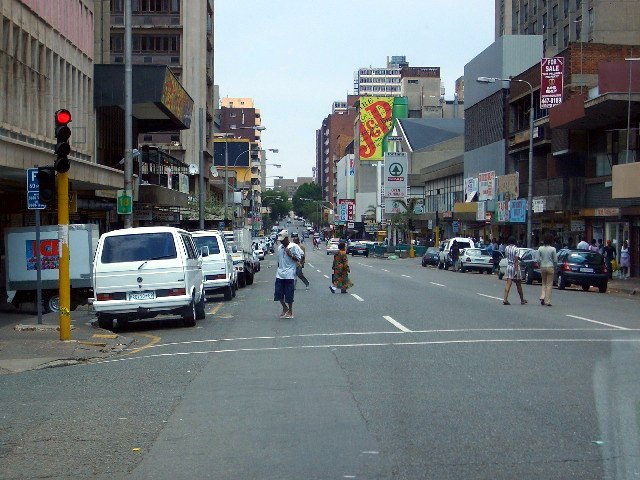
Straße in Hillbrow

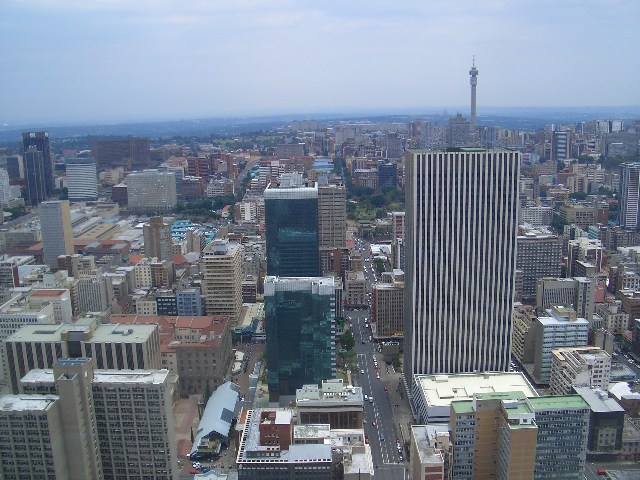
Blick vom Carlton Center nach Norden

#### Zentrum
Die Straßen des Stadtzentrums und der umliegenden Innenstadtviertel wie Joubert Park, Hillbrow oder Berea werden dominiert von Hochhäusern, in denen viele der größten Firmen Johannesburgs Büros unterhalten. Allerdings ziehen viele dieser Unternehmen nach und nach in die nördlichen Vororte wie Sandton, da das Zentrum von Johannesburg als zu gefährlich und unattraktiv wahrgenommen wird. Ein Beispiel hierfür ist die Johannesburg Securities Exchange, die größte Börse Afrikas. Ein anderes Bild ergibt sich in Jeppestown, wo das Stadtbild kleinteilig, eine bunte Mischung aus Kleingewerbe ansässig, jedoch auch von stark differenzierten Erhaltungsgraden der Bausubstanz gekennzeichnet ist.
Seit dem Ende der Apartheid-Zeit im Jahr 1990 gaben viele Bewohner Sowetos ihr Township-Leben auf, um zusammen mit Einwanderern aus anderen Staaten Afrikas in der Innenstadt, oft auch in verlassenen Bürogebäuden oder verfallenen Lagerhäusern zu leben. Hillbrow und Berea sind bekannt für hohe Bevölkerungsdichte, Arbeitslosigkeit und Armut sowie für eine sehr hohe Kriminalitätsrate. Am Westrand von Hillbrow liegt der Constitution Hill, der Sitz des südafrikanischen Verfassungsgerichts. Außerdem befindet sich hier auch der etwa 270 Meter hohe Telkom Joburg Tower, der die Skyline Johannesburgs beherrscht und in stilisierter Form auch im Stadtwappen zu finden ist.

#### Soweto
Soweto (offizieller Name; kurz für South Western Townships) ist ein überwiegend „schwarzes“ Wohngebietskonglomerat südwestlich des Stadtzentrums (CBD). Der Name wurde 1959 durch den Johannesburger Kommunalverwaltungsbeamten für „Native Affairs“, William Carr, zur Benennung der in den 1930er Jahren entstandenen Siedlungen der schwarzen Bevölkerung angeregt, aber erst seit 1963 verwendet.
Während des Apartheid-Regimes wurde Soweto für die schwarze Bevölkerung stark ausgebaut, die bis dahin in Gebieten lebte, die von der Regierung als „weiße“ Viertel bestimmt wurden, wie etwa Sophiatown, oder neu in den Ballungsraum Johannesburgs kamen. Heute ist Soweto eine der ärmsten Gegenden Johannesburgs. Es gibt aber Erfolge beim wirtschaftlichen Aufschwung und mit städtebaulichen Aufwertungsmaßnahmen. Die University of Johannesburg unterhält hier ihren Soweto Campus. Dieser Bereich wurde am 1. Januar 2005 von der ehemaligen Vista University zur University of Johannesburg übergeleitet.
Am Rande Sowetos liegt das Chris Hani Baragwanath Hospital. Die Verkehrserschließung von außen erfolgt über teilweise mehrspurige Straßenverbindungen, darunter der Moroka Bypass (N12), Soweto Highway (M 70), Golden Highway (R 553) und die Chris Hani Road (M 68).

#### Östliche Vororte
Yeoville, östlich von Berea, wurde der Mittelpunkt des schwarzen Nachtlebens in Johannesburg. Östlich von Yeoville liegt Observatory, ein ruhiges Viertel mit großen Häusern. Es trägt seinen Namen nach dem Union-Observatorium. Hier befindet sich außerdem ein großer Sportpark. In unmittelbarer Nachbarschaft stehen das Leichtathletik-Stadion Johannesburg Stadium, die Standard Bank Arena und das Ellis-Park-Stadion.

#### Nördliche Vororte
Weil das Zentrum während der vergangenen zehn Jahre einen tiefgreifenden demographischen Wandel erlebt hat, der mit dem Verfall der Innenstadt einherging, verlegten viele Unternehmen ihren Sitz in die nördlichen Vororte. Direkt im Norden liegen die luxuriösen Vororte Parktown, Saxonwold und Houghton mit großen Grundstücken und stattlichen Villen. Nach Houghton folgen Rosebank, Hyde Park, Sandton und Morningside, alle vorherrschend von Weißen bewohnt, die überwiegend wohlhabend sind. Seit 2000 befindet sich in Sandton die JSE Securities Exchange, die größte Börse Afrikas, womit Sandton endgültig zum Finanzzentrum der Stadt aufgestiegen ist. Hier hat auch das Staatsunternehmen Industrial Development Corporation seinen Sitz.
Im Gegensatz zu diesen reichen Stadtteilen steht Alexandra, eines der ersten Townshipsiedlungen von Johannesburg, das im Jahr 1912 zum „schwarzen“ Wohngebiet erklärt worden war. Alexandra wird nur durch die Stadtautobahn M1 freeway von Sandton und Rosebank getrennt und gilt als eines der ärmsten und gefährlichsten Gebiete im ganzen Land. Die Fläche dieses Townships beträgt rund 8 km², auf denen rund 338.000 Einwohner leben (Stand 2005).

#### Nordwestliche Vororte
Westlich von Parktown liegt Auckland Park, wo die South African Broadcasting Corporation (Südafrikanische Rundfunk- und Fernsehanstalt) und die Universität Johannesburg liegen. Der nahe Stadtteil Greenside erlebt derzeit eine Wiederbelebung. Nördlich von Auckland Park liegt Melville, das sich in ein lebendiges und nachtaktives Viertel mit Restaurants, Cafés, Buchläden und Nachtclubs verwandelt hat. Westlich von Melville liegt außerdem das bereits oben erwähnte Sophiatown.

### Kriminalität

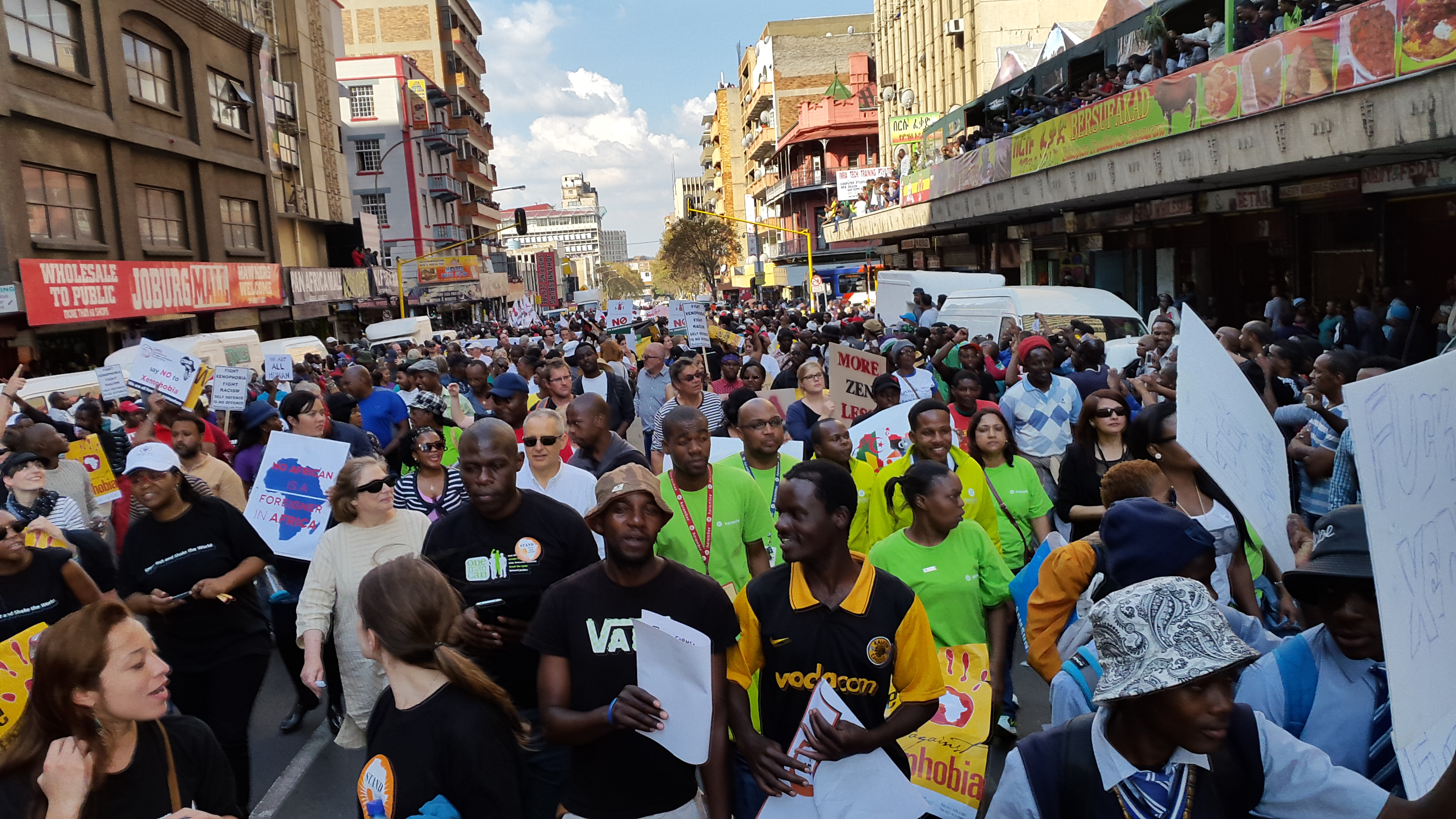
Demonstration gegen Fremdenfeindlichkeit in Johannesburg

Wie viele andere Großstädte der Welt hat auch Johannesburg ein Kriminalitätsproblem. In Johannesburg war das Problem aber so groß, dass hier die Zahl der Morde die Anzahl der Verkehrstoten übertraf. Durch Überwachungsmaßnahmen, Aufwertung des Stadtzentrums durch kulturelle Angebote und die Rückkehr des Einzelhandels ist die Sicherheitslage etwas entschärft worden. In armen Stadtteilen wie Soweto bleibt die Situation jedoch weiterhin angespannt. Trotz des Rückgangs der Kriminalität hat Johannesburg immer noch den Ruf, die gefährlichste Stadt der Welt zu sein.
Nach dem Fall des sogenannten Group Areas Act von 1950, der ein wichtiges Instrument der Apartheid-Regierung darstellte, zogen zu Beginn der 1990er Jahre Tausende meist schwarzer, armer Einwanderer in die Innenstadt von Johannesburg. Diese Menschen kamen zumeist aus den umliegenden Townships, da ihnen während der Zeit der Apartheid das Wohnen in der Innenstadt verboten worden war. Die Kriminalitätsrate stieg stark an, besonders in Vierteln mit hoher Bevölkerungsdichte wie beispielsweise in Hillbrow. Viele Unternehmen und Einrichtungen zogen es daher vor, ihre Niederlassungen in die nördlichen Vororte zu verlegen, um das Sicherheitsrisiko zu senken. Die Wiederbelebung der Innenstadt von Johannesburg ist eine der Hauptaufgaben der gegenwärtigen Stadtverwaltung. Mittlerweile wurden drastische Maßnahmen getroffen, um die Kriminalität in der Stadt zu verringern, wie Überwachungskameras an Straßen und Plätzen. Die neuesten Polizeistatistiken zeigen, dass die Kriminalitätsrate in Johannesburg in den letzten Jahren durch den langsamen wirtschaftlichen Aufschwung zurückgegangen ist. Seit 2002, also seit dem Start der verschärften Sicherheitsbedingungen, konnte die Kriminalität um 80 % gesenkt werden. Diese Entwicklung ist jedoch nicht stabil. Die Kriminalitätsrate steigt seit Mitte 2005 wieder kontinuierlich an. Ein Grund hierfür ist unter anderem eine organisierte Kriminalität mit Gruppenüberfällen mit bis zu 20 Personen als Reaktion auf die erhöhten Sicherheitsmaßnahmen.

## Kultur und Sehenswürdigkeiten

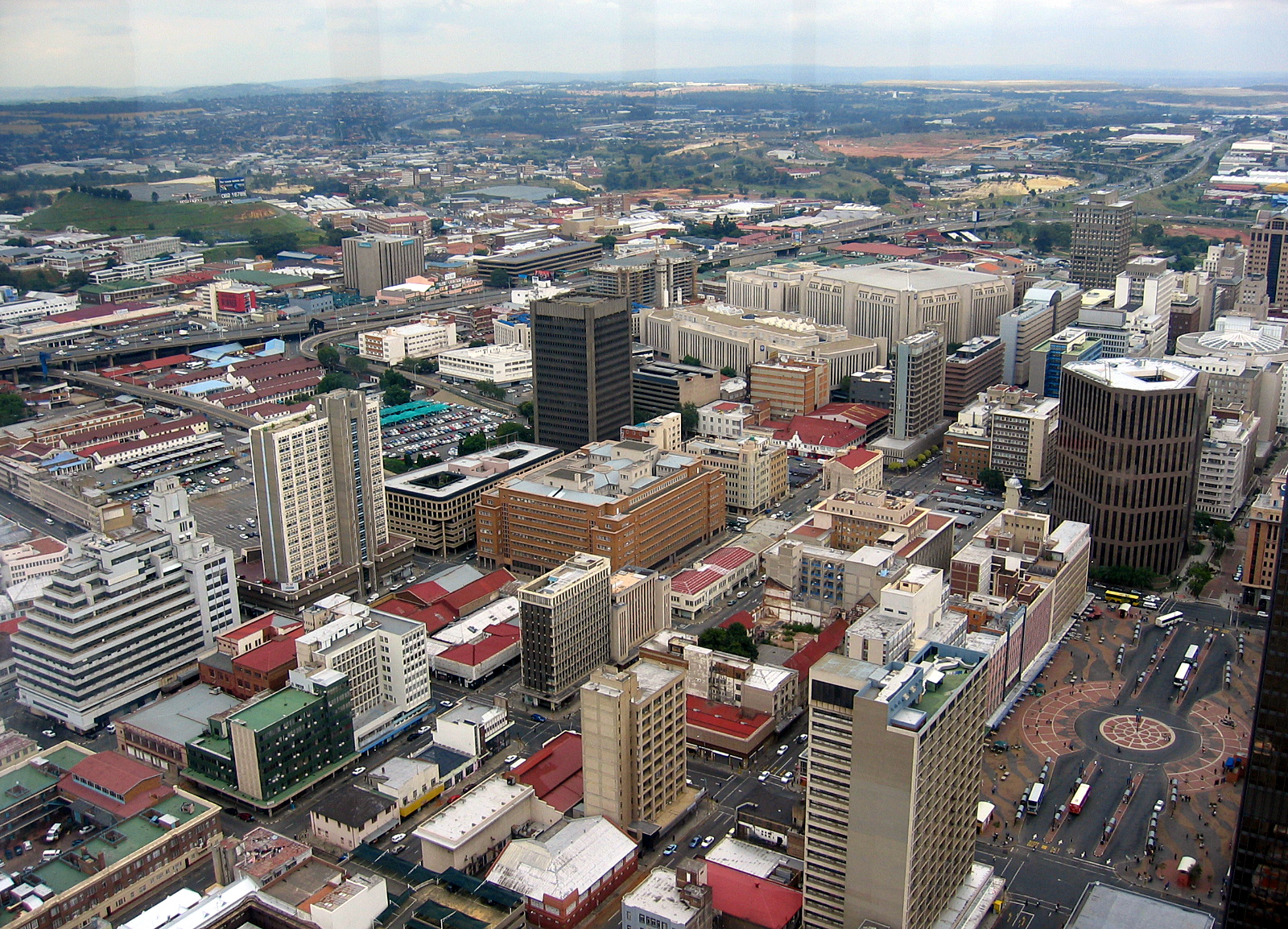
Die Innenstadt von der Aussichtsplattform des Carlton Center

Johannesburg selbst ist kein klassisches Touristenziel. Die Stadt dient als Drehscheibe für Anschlussflüge nach Kapstadt, Durban, den Pilanesberg-Nationalpark und den Kruger-Nationalpark sowie die Nachbarstaaten Südafrikas. Johannesburg bietet aber einige Sehenswürdigkeiten. Die Metropole verfügt über einige bemerkenswerte Art-Déco-Gebäude und zeichnet sich durch innovative Architekturprojekte aus.
Südlich der Innenstadt liegt Gold Reef City, ein großer Vergnügungskomplex und Themenpark. Dieser Park entstand rund um den alten Schacht Nr. 14 der Crown Mine. Hier kann man die Mine in 200 Metern Tiefe besichtigen und sich einen Eindruck vom Leben und Arbeiten der damaligen Minenarbeiter verschaffen. In unmittelbarer Nähe zu Gold Reef City befindet sich das Apartheid Museum. Das 234 Meter hohe The Leonardo in Sandton ist das höchste Haus Afrikas, das Carlton Centre ist mit 50 Etagen und rund 220 Meter Höhe das zweithöchste und bietet einen Rundumblick auf die Innenstadt von Johannesburg und die Umgebung. Bekannt ist auch das Hochhaus Ponte City in Hillbrow.
Das ehemalige Marktgebäude in Newtown, westlich der Innenstadt, beheimatet seit 1976 das Market Theatre und das Museum Africa. Das Market Theatre erspielte sich in der Ära der Apartheid den Ruf, sich dieser Ideologie mutig entgegenzustellen. In diesem Gebäudekomplex gibt es drei Theater, zwei Galerien, Restaurants, Bars, einen Jazzclub sowie einen Flohmarkt am Sonntagmorgen. Von Bedeutung ist auch die Johannesburg Art Gallery im Stadtzentrum.
Daneben können Touristen organisierte Führungen durch Soweto unternehmen, mit Besuchen etwa einer Shebeen, des Hector-Pieterson-Mahnmals und -Museums oder von Nelson Mandelas ehemaligem Wohnhaus.

## Wirtschaft und Infrastruktur

### Wirtschaft

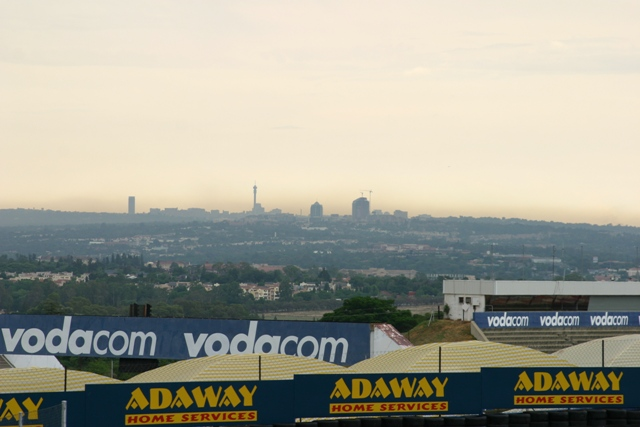
Johannesburg, von Kyalami aus betrachtet

Johannesburg ist das wirtschaftliche und finanzielle Zentrum Südafrikas. Hier werden 40 Prozent des Bruttoinlandsproduktes von Gauteng und 16 Prozent des gesamten Landes erwirtschaftet. Der Bergbau war der Ausgangspunkt der Entwicklung am Witwatersrand, aber der Einfluss dieses Zweiges sinkt seit Jahren. Obwohl innerhalb der Stadtgrenzen kein Gold mehr abgebaut wird, behielten die Bergbaufirmen ihre Firmensitze in der Stadt.
In der Stadt sind unterschiedliche Industriebranchen ansässig, wie die Stahl- oder Zementindustrie. Außerdem ist sie die Heimat vieler Banken und Handelsunternehmen. Aufgrund des großen wirtschaftlichen Einflusses finden sich in der Stadt mehrere Zweigstellen von Regierungsbüros und Konsulaten, die normalerweise nur in der Hauptstadt eines Landes zu finden sind.
Der gesamte Großraum am Witwatersrand ist der größte Wasserverbraucher im trockenen Landesinneren Südafrikas. Durch das fortwährende Wirtschafts- und Bevölkerungswachstum ist Johannesburg abhängig von Wasserzuleitungen aus den umliegenden Regionen und den Staudämmen im Hochland von Lesotho (siehe: Lesotho Highlands Water Project). Lange Zeit war das Staatsunternehmen Rand Water für Johannesburg direkt verantwortlich. Seit 2001 gibt es einen kommunalen Wasserversorger, der auf Initiative des früheren Greater Johannesburg Metropolitan Council unter Zugrundelegung des iGoli 2002 Transformation Plan geschaffen wurde.
Das Containerterminal im Stadtteil City Deep ist ein sehr großer Trockenhafen. Etwa 60 % aller Frachten, die den Hafen Durban erreichen, werden nach Johannesburg weiter transportiert. Das Gelände von City Deep wurde von der Provinzregierung Gautengs zur Industrie-Entwicklungszone als Teil des Blue-IQ-Projektes, dem Bau eines Hochgeschwindigkeits-Bahnnetzes, erklärt.
Das größte Einkaufszentrum Johannesburgs ist Sandton City. Andere bekannte Einkaufszentren sind Eastgate, Westgate, Northgate, Southgate, Melrose Arch, die Rosebank Mall und Cresta. Derzeit gibt es Pläne, ein 250.000 m² großes Einkaufszentrum in Midrand zu errichten, das den Namen Zonk’Izizwe Shopping Resort (isiZulu Zonk’Izizwe ‚alle Völker‘) tragen soll.
Johannesburg hatte früher auch einen der größten Automobilhersteller des Landes, das Unternehmen Basil Green Motors, welches derzeit selbst nur noch als Vertragshändler tätig ist. Ein aktueller Automobilhersteller der Stadt ist Motorite Racing.
Auch die Wertpapierbörsen: Johannesburg Stock Exchange und Bond Exchange of South Africa befinden sich hier.

### Medien
Viele südafrikanische Zeitungen und Magazine haben ihren Sitz in Johannesburg.
Wichtige Tageszeitungen:
- Beeld (afrikaans)
- The Citizen (englisch)
- The Sowetan (englisch)
- The Star (englisch)

Wichtige Wochenzeitungen:
- Rapport (afrikaans) (einzige überregionale afrikaanssprachige Wochenzeitung in Südafrika)
- City Press (englisch)
- Mail & Guardian (englisch)
- The Sunday Times (englisch)

### Verkehr

#### Allgemeines
Dadurch, dass Johannesburg nicht in der Nähe von Wasser gebaut wurde, war von Beginn der Stadtgeschichte an der Transport von Personen und Gütern in und aus der Stadt heraus besonders wichtig. Allerdings fehlt es in Johannesburg, wie in den meisten afrikanischen Großstädten, bis heute an einem umfangreichen und zuverlässigen öffentlichen Personennahverkehr. Wegen der vergleichsweise hohen Armut der meisten Johannesburger Einwohner sind viele trotzdem auf den öffentlichen Transport angewiesen, der im Stadtgebiet hauptsächlich mit Sammeltaxis betrieben wird, weil die Schieneninfrastruktur durch Diebstahl ausgeschlachtet wurde und somit der Schienennahverkehr stillsteht. Nachts liegen viele Straßen Johannesburgs, selbst Hauptverkehrsadern, im Dunkeln, weil auch die Energieinfrastruktur ausgeschlachtet wurde.

#### Bahn

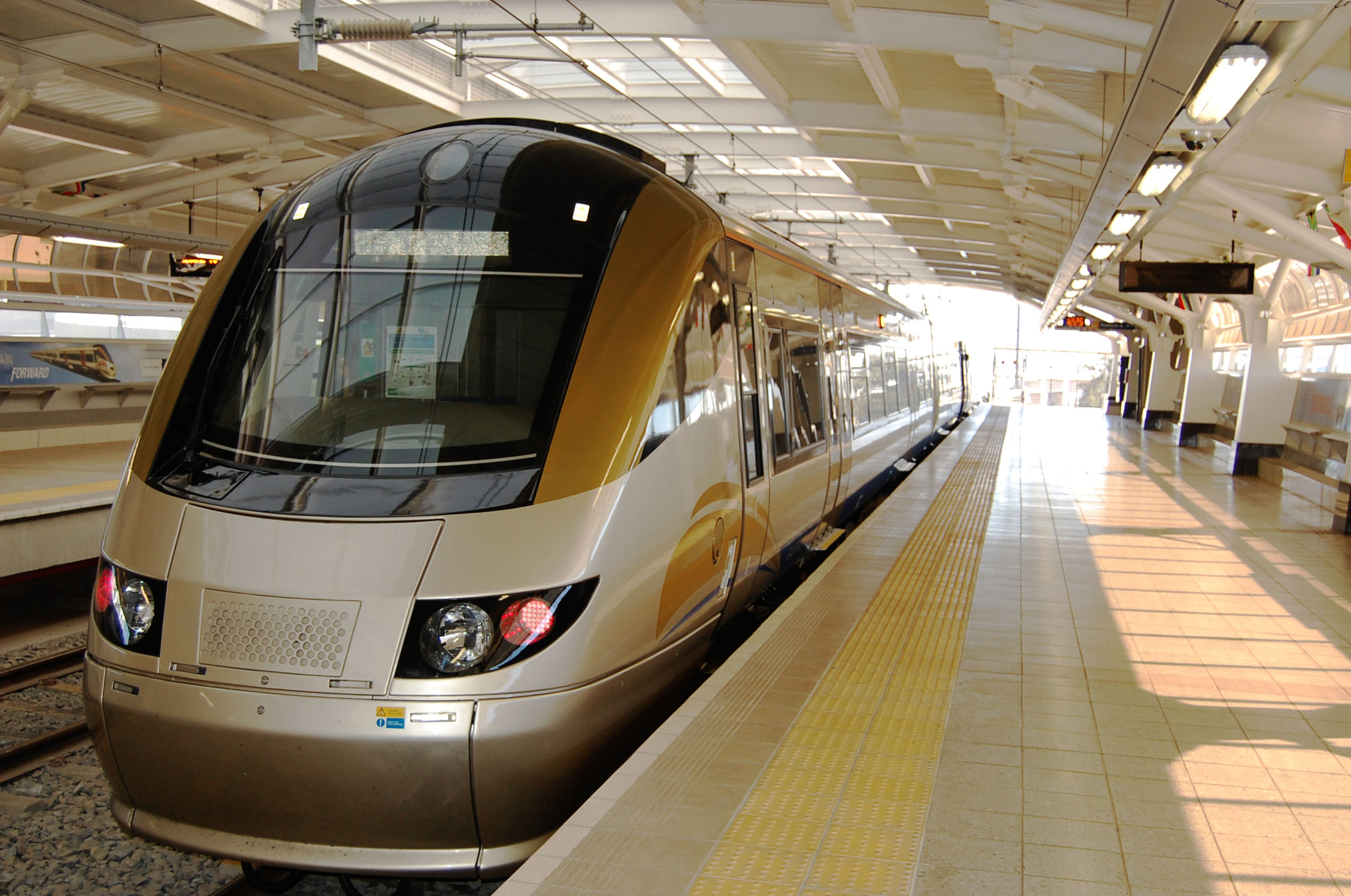
Ein Gautrain-Zug auf dem Internationalen Flughafen Johannesburg

Die Johannesburger Vorortbahnen verbinden über Johannesburg Park Station die Innenstadt mit Soweto, Pretoria und den meisten umliegenden Städten und Townships des Witwatersrand. Die Gleisanbindungen wurden jedoch schon in der Gründerzeit der Stadt gebaut und so können nur die älteren Stadtgebiete bedient werden. Da sich die Stadt aber während der vergangenen 50 Jahre stark in die nördliche Richtung ausgedehnt hat, hat keiner der nördlichen Vororte, auch nicht die Geschäftsviertel von Sandton, Midrand, Randburg und Rosebank, einen Gleisanschluss im Metrorail-Netz.
Mit dem Blue IQ Project der Provinzregierung von Gauteng sollte rechtzeitig zur Fußball-Weltmeisterschaft 2010 der Bau des Hochgeschwindigkeits-Nahverkehrssystems Gautrain fertiggestellt sein. Bis Mai 2011 verkehrten Züge jedoch nur auf Teilabschnitten zum Flughafen. Seit der Fertigstellung am 7. Juni 2012 verläuft die Strecke zwischen Johannesburg und Pretoria als Nord-Süd-Achse entlang der Autobahn N1 und zwischen Sandton und dem Flughafen in Ost-West-Richtung. Gautrain-Züge sollten auch in Midrand und in Rosebank halten.

#### Flughäfen

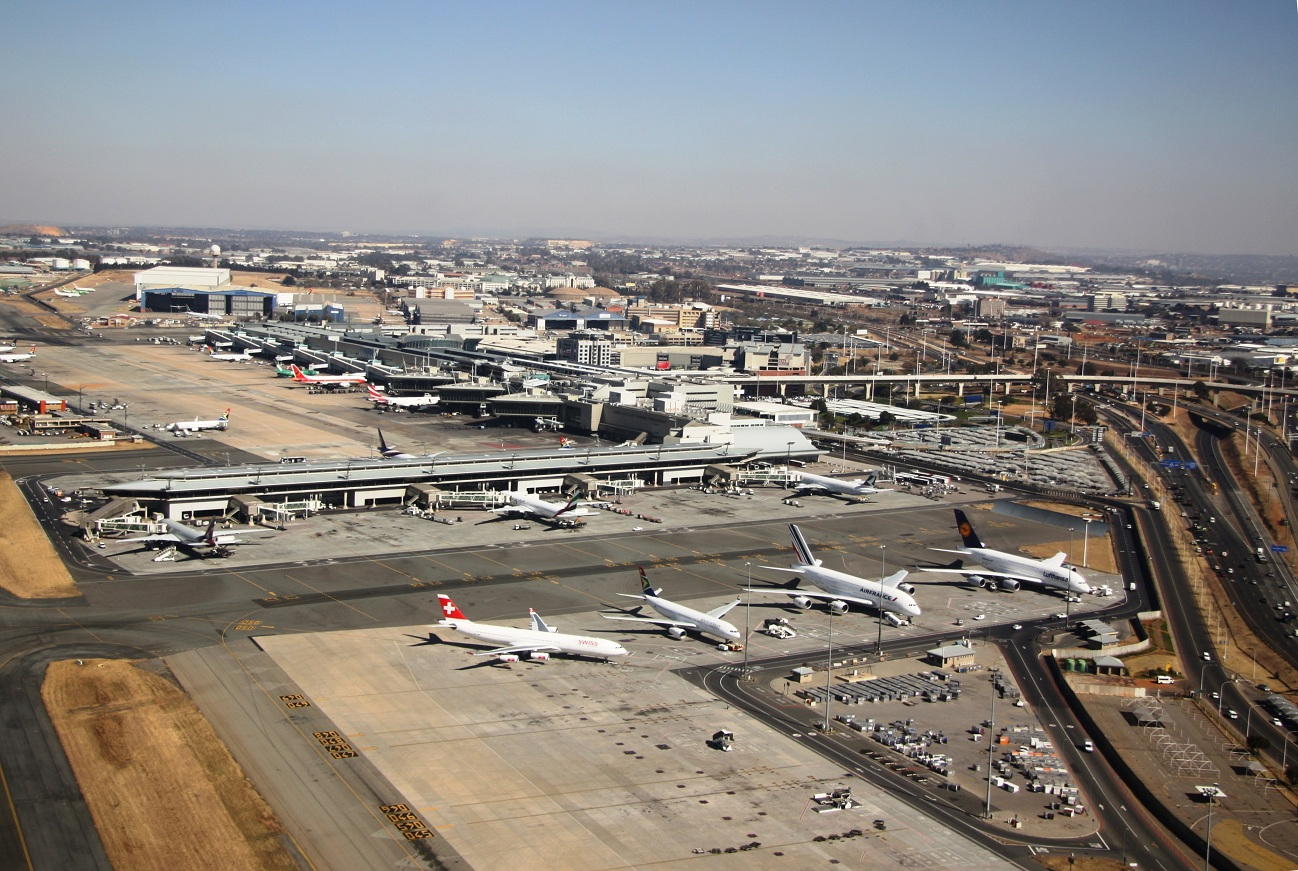
Flughafen O. R. Tambo in Johannesburg, der verkehrsreichste Flughafen Afrikas

Der Flughafen Johannesburg, rund 35 Kilometer östlich der Innenstadt auf dem Gebiet der Stadt Kempton Park gelegen, ist Start- und Zielort für nationale und internationale Flüge und der größte Flughafen Afrikas. Andere Flughäfen in der Umgebung sind der Rand Airport, der Grand Central Airport und der Lanseria International Airport.
Der Rand Airport in Germiston ist ein kleines Flugfeld, hauptsächlich für private Flüge genutzt, ebenso wie Grand Central in Midrand. Der Flughafen Lanseria wird für Inlands- und Regionalflüge nach Kapstadt, Durban oder nach Botswana, Namibia und Mosambik genutzt.

#### Busse
Johannesburgs Busverkehr wird von Metrobus ausgeführt, einem Unternehmen der Stadt Johannesburg. Die Fahrzeugflotte besteht aus 550 einstöckigen und Doppeldecker-Bussen, die auf 84 verschiedenen Linien in der Stadt verkehren. Metrobus transportiert bis zu 20 Millionen Fahrgäste im Jahr.

#### Taxis

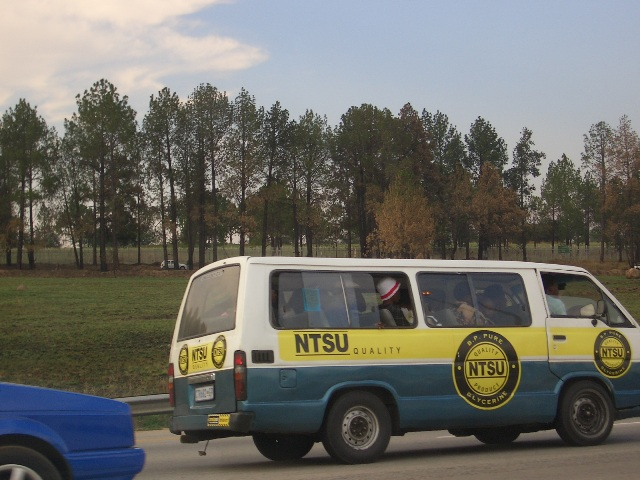
Minibus-Taxi auf der Autobahn

In Johannesburg gibt es zwei Arten von Taxis: die herkömmlichen Taxis (genannt cab) und die sogenannten Minibus-Taxis (taxi). Taxis im europäischen Sinn dürfen keine Fahrgäste vom Straßenrand mitnehmen, sondern müssen zu einem gewünschten Startort gerufen werden. Diese Taxis sind in Johannesburg im Vergleich zu anderen Großstädten selten. Minibus-Taxis verkehren als fahrplanlose Kleinbusse auf bestimmten Routen, für die die Passagiere einzeln bezahlen müssen. Typischerweise wird der Minibus tageweise an einen Fahrer vermietet. „Taxikriege“ sind an der Tagesordnung und werden von organisierten Kriminellen angezettelt.
In der Regel werden die cabs eher vom Mittelstand und reichen Bürgern benutzt, während die taxis das tägliche Beförderungsmittel für die arme Bevölkerungsmehrheit sind.

#### Autobahnen
Der Johannesburger Autobahnring ist einer der meistbefahrenen Streckenabschnitte in Südafrika. Er besteht aus drei Autobahnen, die die Stadt auf 80 Kilometer Länge umgeben: Die N3-Ostumfahrung, die Johannesburg mit Durban verbindet, die N1-Westumfahrung, die von Beitbridge an der Grenze zu Simbabwe über Pretoria, Johannesburg und Bloemfontein nach Kapstadt führt und die N12-Südumfahrung, die Johannesburg mit eMalahleni im Osten und Kimberley im Westen verbindet. Die Johannesburger Ringautobahn ist sehr stark befahren und teilweise auf zwölf Fahrstreifen ausgebaut. Vom Autobahnkreuz Gillooly am Schnittpunkt der N3-Ostumfahrung und der R24 zum Flughafen wird behauptet, dass sie die meistbefahrene Straße der Südhalbkugel sei.

#### Güterlogistik
Im Stadtteil City Deep befindet sich ein modernes Güterverkehrszentrum für Containerfracht, das eine leistungsfähige Verknüpfung von Warenströmen zwischen Schiene und Straße ermöglicht. Das City Deep Container Terminal trägt innerhalb der Provinz Gauteng maßgeblich zur Bündelung und Optimierung eines hohen Anteils der Güterabfertigung bei.

### Bildung und Wissenschaft
In Johannesburg finden sich bedeutende Universitäten des Landes.

#### University of the Witwatersrand

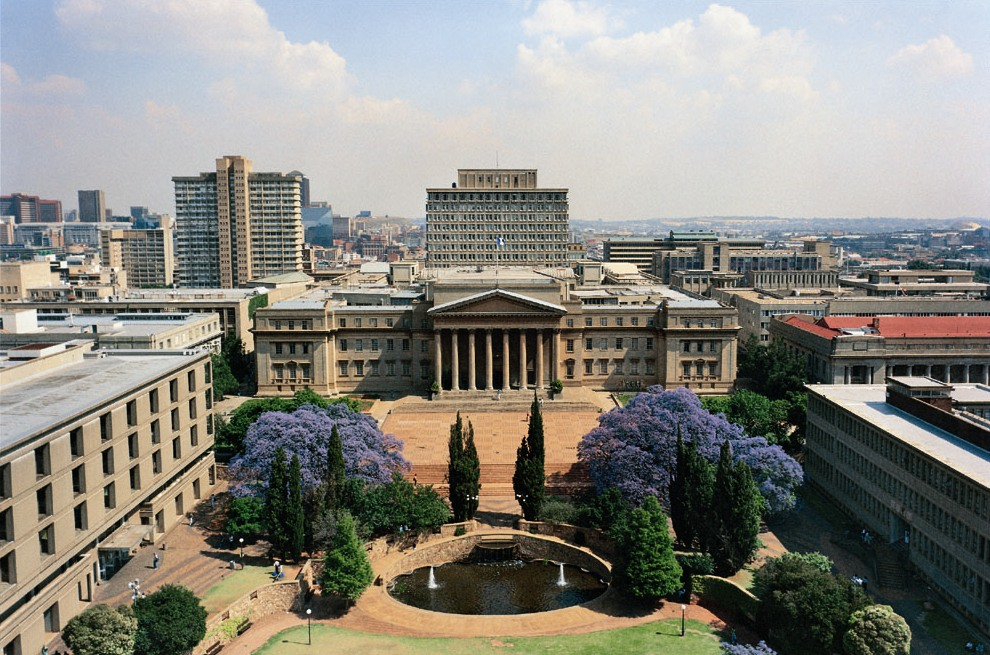
East Campus der Witwatersrand-Universität

Die University of the Witwatersrand, kurz Wits genannt, gehört zu den renommiertesten Hochschulen des Landes und brachte bereits mehrere Nobelpreisträger hervor, wie Aaron Klug mit dem Nobelpreis für Chemie im Jahr 1982, Nelson Mandela mit dem Friedensnobelpreis 1993 und Sydney Brenner, der 2002 den Nobelpreis für Physiologie oder Medizin erhielt. Hier war auch John Dugard als Professor und von 1975 bis 1977 als Dekan der Rechtsfakultät tätig. Die Universität verfügt über fünf Fakultäten.

#### University of Johannesburg
Die Universität Johannesburg wurde am 1. Januar 2005 durch den Zusammenschluss der ehemals eigenständigen Universitäten Rand Afrikaans University (RAU), Technikon Witwatersrand und Vista University gegründet. Zusammenlegungen im gesamten Land hatten zum Ziel, das Ungleichgewicht des Bildungssystems, das während der Apartheidsära ausgebaut wurde, zu beseitigen. Den meisten nicht-weißen Studenten war bis zur Aufhebung der Rassentrennung der Zugang zu vielen Institutionen der qualitativ höherwertigen Bildungsinfrastruktur der weißen Studenten verwehrt worden.

#### Monash South Africa
Die Monash South Africa ist ein Campus der Monash University (Melbourne) in Roodepoort. Sie wurde 2001 eröffnet und bietet grundständige und weiterführende Studiengänge an.

#### Bodenstation der SANSA
Im bei Johannesburg liegenden Hartebeesthoek betreibt die nationalen Weltraumagentur Südafrikas (SANSA) eine Raumfahrt-Bodenstation (Kontrollzentrum und Datenempfangsstation). Die Station wurde in den 1960er Jahren errichtet und ursprünglich von der NASA betrieben. Die Station ist über das IGS und über KSAT international vernetzt.

## Umweltprobleme
Der etwa über 130 Jahre anhaltende und extensive Goldbergbau am Witwatersrand, somit auch im Stadtgebiet von Johannesburg, hat zahlreiche und dauerhafte Folgewirkungen von hoher ökologischer Brisanz geschaffen. Im Zentrum dieser Problematik stehen dabei zutage tretende saure Grubenwässer aus den stillgelegten Bergwerken, die einen pH-Wert von etwa 3 aufweisen können. Die Anteile einiger sulfidischer Minerale, hauptsächlich Pyrit, in den höffigen Komplexen des Goldreefs werden vom Wasser zersetzt und als Ionen in eine mobile Phase gebracht. Als Nebenprodukt bildet sich Schwefelsäure. Dieser Säuregehalt führt über chemische Reaktionen zu einer Anreicherung toxischer Metallverbindungen in den Grubenwässern und Sickerwässern der Bergbauhalden aus sonst kaum wasserlöslichen Mineralen. Darunter ist neben dem Eisen ein signifikanter Gehalt an Uran feststellbar, das von lokal auftretender Pechblende in den frühproterozoischen Konglomeraten (ehemalige Flussschotter) stammt. Dieses Gestein besitzt den ökonomisch wertvollen Goldgehalt.
Nach der Schließung von Bergbauschächten begannen sich die hinterlassenen Hohlräume durch die damit verbundene Einstellung der Pumpaktivitäten mit Wasser zu füllen, ungeachtet dessen sich die chemischen Prozesse uneingeschränkt vollziehen.
Die hohe geographische Nähe der Bergbauaktivitäten untereinander führte zum Abfluss unkontrollierter Grubenwässer auf ober- und unterirdischem Wege in noch arbeitende Schachtanlagen. Diese mussten neben ihren eigenen Pumpleistungen zusätzliche Kapazitäten der Grubenentwässerung installieren. Die Regierung förderte diese technischen Erweiterungen mit spezifischen Subventionen. Zudem musste das Wasser durch Zugabe von Kalk auf einen höheren pH-Wert gebracht werden. Mit dem Einblasen von Luft in diese Grubenwässer beschleunigten die Bergbauunternehmen die Oxidation des Eisens, wodurch sich ein Niederschlag bildete, in dem weitere Schwermetalle mitgerissen wurden. Diese Schlämme gelangten auf große Abraumhalden. Allerdings erhöhte sich dabei der Sulfatgehalt im abfließenden Wasser deutlich, bis zu 1500 mg/l, der wieder zur Belastung des Oberflächenwassers beiträgt.
Die so eintretende Versalzung des Vaals tritt in seinem Abschnitt zwischen dem Vaal-Stausee und der Vaal-Barrage auf. Aus diesem Grund wurden zusätzliche Mengen Wassers aus dem Stausee abgelassen, um den flussabwärts gelegenen Nutzern eine akzeptable Wasserqualität zu erhalten. In den Zeiten verringerter Niederschläge auf dem Gebiet von Südafrika (siehe Rand Water) sowie Lesotho (siehe Lesotho Highlands Water Project) und des dadurch eintretenden Wassermangels im industriellen Ballungsraum von Gauteng wird die Lage der Wassernutzung kritisch, da eine große Menge zur Verdünnung der versalzenen Zuflussmengen aus dem nahen Einzugsgebiet des Vaals benötigt wird. Eine besonders schwierige Lage erzeugen unkontrollierte, teilweise kaum wahrnehmbare Wasseraustritte mit entsprechenden Belastungsfaktoren in der Landschaft. Dazu zählen auch Sickerwässer aus Abraumhalden. Manche Grundwasserleiter sind in einem schwer einschätzbaren Maße betroffen.
Durch den südafrikanischen Staat mussten im Jahr 2011 über 1,2 Mrd. Rand zur Wasseraufbereitung im Rahmen der Bergbaufolgeschäden des Landes aufgebracht werden.

## Sport

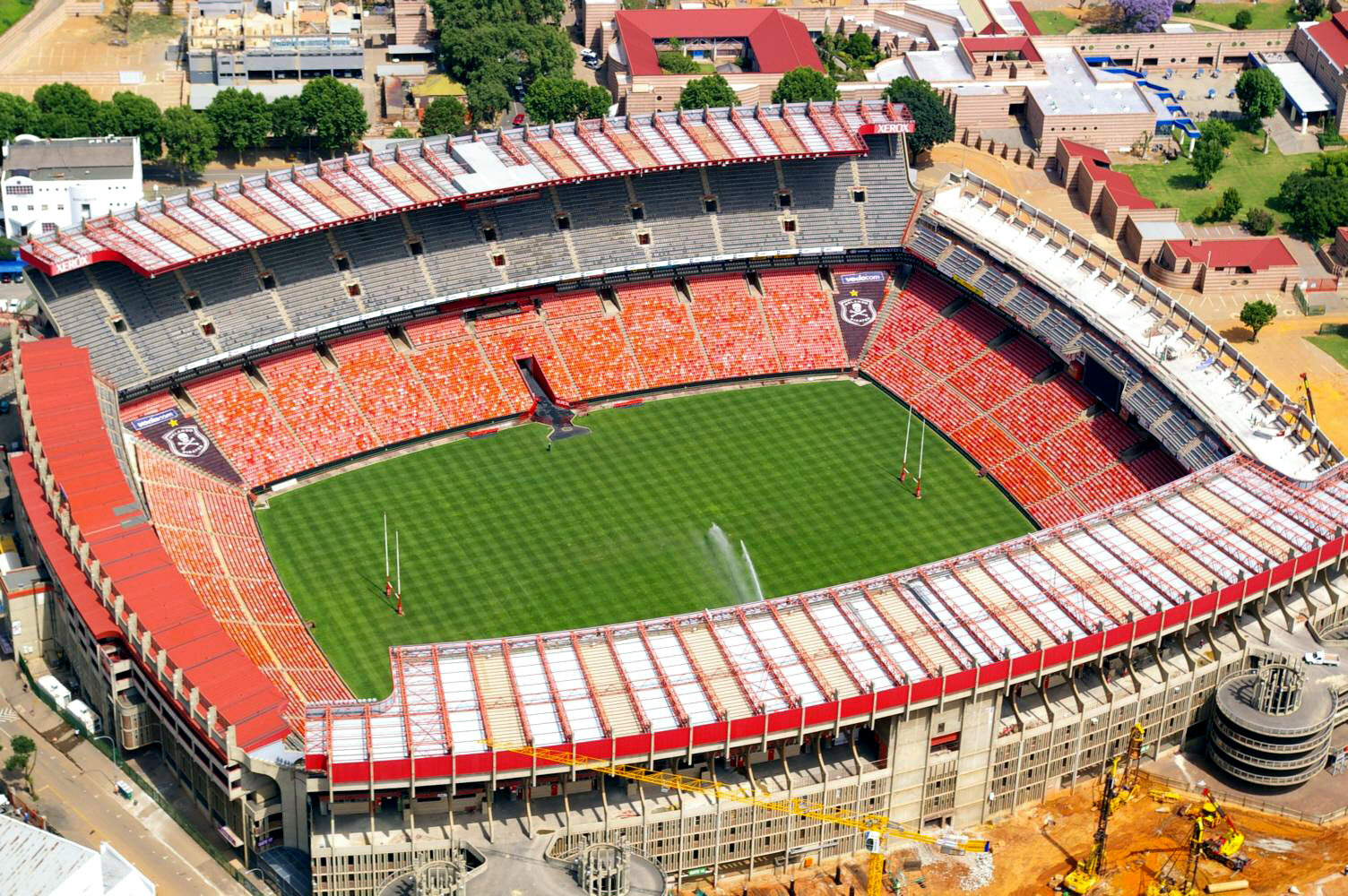
Ellis-Park-Stadion

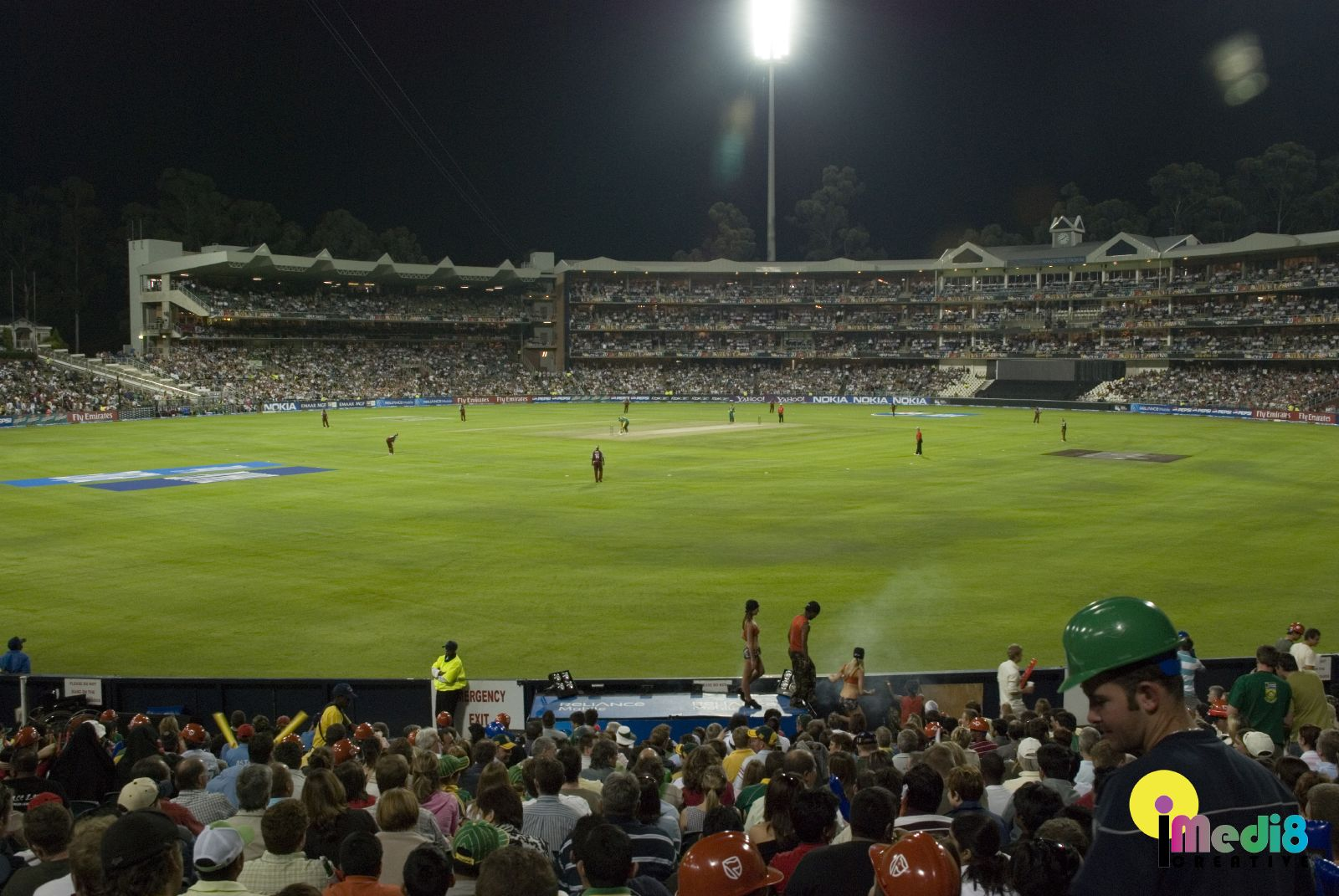
Wanderers Stadium

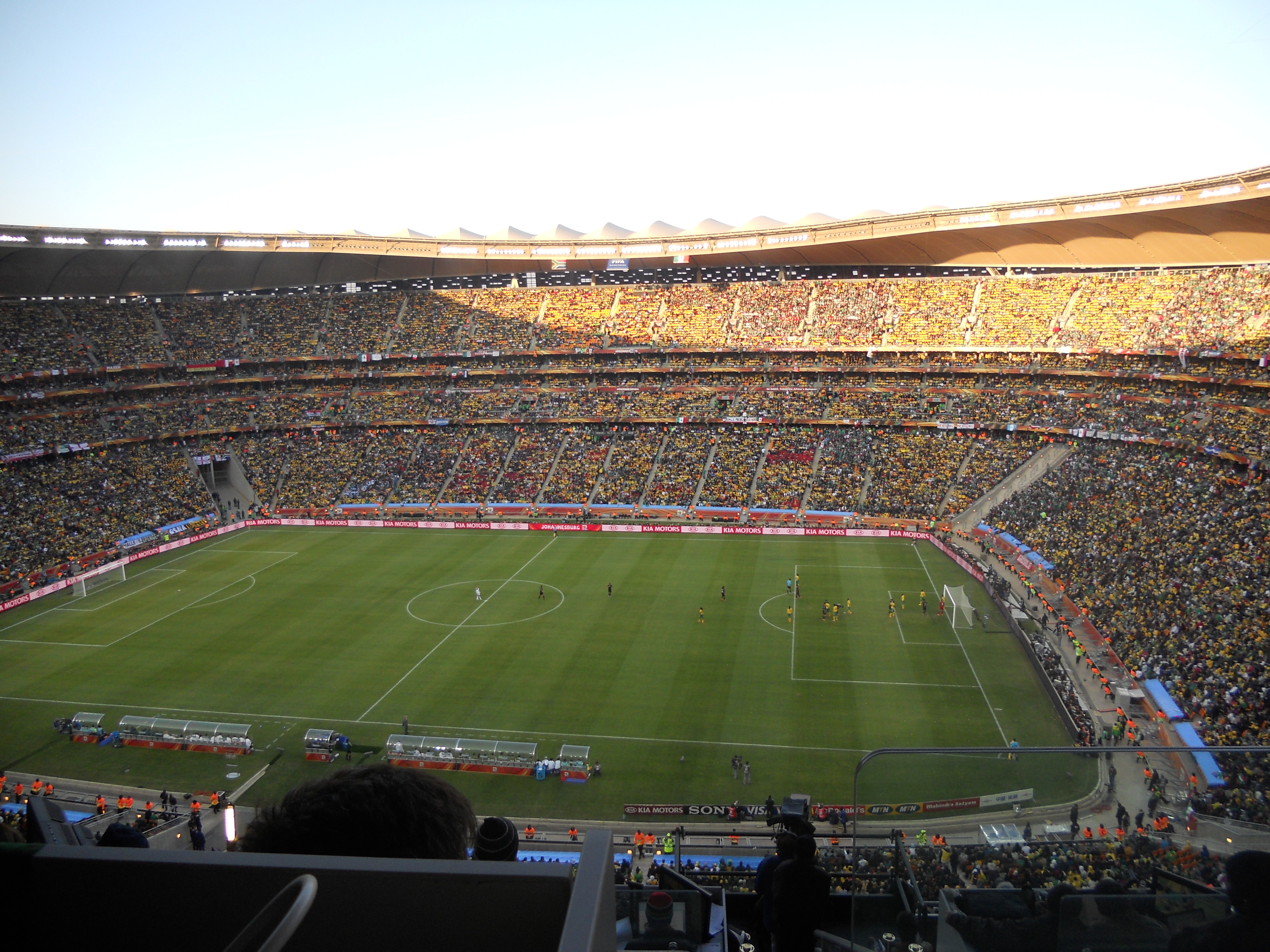
FNB-Stadion

Im Norden Johannesburgs befindet sich die Rennstrecke Kyalami Grand Prix Circuit. Sie wurde unter anderem bekannt durch die mit Unterbrechungen von 1967 bis 1993 im Rahmen der Formel-1-Weltmeisterschaft ausgetragenen Rennen um den Großen Preis von Südafrika. Die Strecke wird allerdings derzeit abgerissen und durch eine moderne Strecke weiter außerhalb ersetzt.
In Johannesburg befindet sich das Ellis-Park-Stadion, in dem während der Rugby-Union-Weltmeisterschaft 1995 fünf Spiele ausgetragen wurden, darunter das Finale.
Johannesburgs Wanderers Stadium ist eines von Südafrikas Test-Cricket-Stadien und eines der Heimstadien der südafrikanischen Cricket-Nationalmannschaft. Beim Cricket World Cup 2003 fanden hier fünf Partien statt, inklusive des Finales. Auch bei der ICC World Twenty20 2007 fanden hier mehrere Spiele statt, darunter das Finale. Bei der ICC Champions Trophy 2009 wurden hier ebenfalls mehrere Partien ausgetragen.
Südafrika war im Jahr 2010 als erstes afrikanisches Land in der Geschichte dieses Wettbewerbs Gastgeber der 19. Fußball-Weltmeisterschaft. Sowohl Eröffnungsspiel als auch Endspiel dieses Turniers fanden in Johannesburg statt. Aus diesem Grund wurden die beiden Johannesburger Stadien Ellis Park mit 60.000 Plätzen und Soccer City modernisiert und ausgebaut. Als Probelauf für dieses Turnier diente der FIFA-Konföderationen-Pokal 2009. Auch beim Afrika-Cup 1996 und dem Afrika-Cup 2013 wurden Spiele in Johannesburg ausgetragen.
Im Johannesburger Vorort Nasrec nahe dem FNB Stadium befindet sich der Sitz der South African Football Association (SAFA). Cricket South Africa (CSA) und das South African Sports Confederation and Olympic Committee (SASCOC) haben ebenfalls ihre Sitze in Johannesburg. Johannesburg ist ein sehr großes regionales Sportzentrum und die Heimat der folgenden Sportvereine:
Fußball:
- Kaizer Chiefs
- Moroka Swallows (Spielort ist inzwischen Germiston)
- Orlando Pirates
- Alexandra United
- Gauteng Lions

Cricket:
- Highveld Lions

Rugby Union:
- Lions
- Golden Lions

## Persönlichkeiten
Siehe auch: Soweto und Roodepoort

## Sonstiges
Eddy Grants Hit Gimme Hope Jo’anna (1988) forderte das Ende der Apartheid in Südafrika – der Name Jo’anna im Songtitel bezieht sich nicht auf eine Frau, sondern auf Johannesburg.
Im Science-Fiction-Film District 9 des südafrikanischen Regisseurs Neill Blomkamp strandet ein UFO über der Innenstadt Johannesburgs und die ausgemergelten Shrimps werden in einem Lager interniert, District 9 genannt. Der Film wurde vom Geschehen rundum den von der Apartheidregierung geräumten multiethnischen District Six in Kapstadt inspiriert.
In einer interkulturellen Studie wurden die Klanglandschaften (Soundscapes) von Johannesburg und Berlin systematisch analysiert und gegenübergestellt.
Auf einer Pneumokoniose-Konferenz, die 1959 in Johannesburg stattfand, wurde mit der Johannesburger Konvention eine Festlegung zur Definition von Feinstaub beschlossen.
In einer Rangliste der Städte nach ihrer Lebensqualität belegte Johannesburg im Jahre 2018 den 95. Platz unter 231 untersuchten Städten weltweit. Die Stadt lag damit hinter Durban (Platz 89) und Kapstadt (Platz 94).